# Lukula (territoire)
Pour les articles homonymes, voir Lukula.
Lukula est un territoire et une localité de la province du Kongo central en république démocratique du Congo.

## Histoire
Le territoire est instauré en juin 1955 et inauguré le 26 juillet de la même année.

## Communes
Le territoire compte 3 communes rurales de moins de 80 000 électeurs.
- Lemba (Kisundi), (7 conseillers municipaux)
- Lukula, (7 conseillers municipaux)
- Nsioni (Kangu), (7 conseillers municipaux)

## Secteurs
Le territoire de Lukula est organisé en 5 secteurs et 60 groupements.
- Secteur Fubu, constitué de 12 groupements : Kangu, Khoze, Kiniati, Kuimba-Lukula, Mbamba, Mbavu, Mboma-Tsundi, Nkuangila-Lukula, Phelele, Tsese-Ntinu, Vonde et Vungu.
- Secteur Kakongo, constitué de 8 groupements : Bidi, Kai-Situ, Kiala-Mongo, Kiphata, Lele-Sikila, Luvu, Makungu-Lengi et Mvangu.
- Secteur Phatu, constitué de 14 groupements : Bemba-Bunzi, Kinsundi, Lukamba-Lengi, Mbenza-Mvangi, Mbilu-Tolo, Mfuiki, Munu-Ngau, Mdambu-Mbunga, Nkongo-Ndefi, Ntinu-Makaba. Phatu-Noki, Tsandanda, Tsinga-Nkazu, Tsinga-Nsongo.
- Secteur Tsanga-Sud, constitué de 12 groupements : Lukamba, Lusanga, Mbingu, Nkoko, Phadi, Tsanga, Tsanga-Khala, Tsanga-Masisa, Tuidi, Yila.
- Secteur Tsundi-Sud, constitué de 14 groupements : Baka, Buende, Kindezi, Kiphondo, Nkungu-Mbambi, Luangu-Lukula, Mandu, Mazinga, Mbuku-Lubongo, Mkuangila-Lele, Nyingu, Phudi-Kimbauka, Sungu, Tende.

## Population
La population du territoire compte trois tribus principales appartenant à l'ethnie Bakongo : Bakwakongo, Basundi et Bayombe.